# 大营子镇
大营子镇，是中华人民共和国辽宁省鞍山市岫岩满族自治县下辖的一个乡镇级行政单位。

## 行政区划
大营子镇下辖以下地区：
陶家隈子村、沙金村、横山村、火石岭村、三清观村、万兴村、庙岭村、青峰村、石头岭村、双山村和大营子村。